# Lysipomia cylindrocarpa
Lysipomia cylindrocarpa là loài thực vật có hoa trong họ Hoa chuông. Loài này được T.J.Ayers mô tả khoa học đầu tiên năm 1997.